# Kalling (adelsätt)
Kalling  är en svensk adlig ätt som härstammar från Österbotten i Finland och Kalajoki socken efter vilken den har sitt namn. Den adlades 1698 och upphöjdes 1751 i friherrligt stånd. Riksrådet Pehr Kalling fick 1771 grevlig värdighet. Den grevliga grenen är fortlevande.

## Ättens ursprung
Släktens äldste kände stamfader är bonden Michael i Martinmäki i Lochteå socken. Hans son Petrus Michaëlis upptog namnet Arctophilacius när han inträdde i kyrkans tjänst, slutligen med rangen av prost över norra Österbotten. Hans hustru Magdalena Sursill tillhörde en släkt som enligt Johannes Bureus troligen var en gren av Bureätten, och hon var moster till den Brita Pedersdotter som är stammoder till ätten Wallenstierna.
Petrus Michaëlis och Magdalena Sursill fick sonen Carolus Petri (död 1672), som var kaplan i Kalajoki socken och var den förste som använde namnet Kalling, ett namn bildat efter socknen. Hans hustru Anna Kronbäck var dotter till en kyrkoherde.

## Ätten adlas
Sistnämnda makars son, assessorn i Svea hovrätt och i Reduktionskommissionen Pehr Kalling (1648–1705), adlades 30 september 1698 av Karl XII med bibehållet namn Kalling, och introducerades 21 mars 1699 under nr 1361. Peter Kallings hustru Margareta Bunge var syster till Bureättlingen, handelsborgmästare Jakob Bunge i Stockholm och syster till den Henrik som adlades Bunge. Av deras barn blev den yngsta dottern Sidonia stammoder till den ännu fortlevande friherrliga ätten Djurklou, och en av hennes systrar, Margareta, avled ute till havs med syskonen när de flydde undan pesten. Deras bror Gustaf Kalling blev som student vid Uppsala universitet ihjälstucken av Olof Adlerberg, och den äldste i syskonskaran Carl Kalling försvann under ett fälttåg i kurfurstendömet Sachsen.

## Friherrliga ätten nr 235
Två andra bröder, översten och chefen för Närke-Värmlands regemente, sedermera generallöjtnanten och riksrådet Pehr Kalling (1700–1795) och kommendörkaptenen vid amiralitetet, sedermera landshövdingen på Gotland, Mårten Kalling (1705–1765), upphöjdes i friherrlig värdighet 21 november 1751 av Adolf Fredrik och introducerades i denna egenskap 8 juni 1752 med nr 235 varvid den adliga ätten utgick på svärdssidan. Mårten Kalling var gift med Anna Charlotta Grubbe, men slöt själv sin ättegren 2 juli 1765.

## Grevliga ätten nr 91
Riksrådet Pehr Kalling till Myrö i Närke upphöjdes av Gustav III i grevlig värdighet 15 oktober 1771 och introducerades 20 december 1775 under nr 91, varvid den friherrliga ätten utgick. Pehr Kalling var gift med grevinnan Christina Posse född i grevliga ätten Posse; hennes mor var grevinna Lilljenstedt. Den grevliga ätten fortlevde på svärdssidan med majoren Pehr Adolf Kalling; av hans två systrar blev bara en gift, med en friherre Armfelt. Pehr Adolf Kalling deltog i flera riksdagar och skrev sig till Myrö som var fideikommiss. Eftersom den grevliga ättens fideikommiss låg i Rinkaby socken, har den sin släktgrav i Rinkaby kyrka. Huvudmannagrenen kom också i besittning av fideikommissen Ulriksberg och Bista i Närke.
En yngre gren av ätten, härstammande från den äldste sonen till kaptenen i Närkes regemente Johan August Kalling och Maria Eriksson, utvandrade på 1860-talet till USA där ätten likaledes fortlever.
Bland ättens medlemmar kan nämnas Bo Kalling och Julius Kalling.